# Nicrophorus basalis
Nicrophorus basalis (лат.) — вид жуков-мертвоедов из подсемейства могильщиков.

## Описание
Длина тела 12—22 мм. Переднеспинка в форме символа сердца с широко закругленными углами. Надкрылья чёрного цвета с двумя оранжево-красными перевязями, широко прерванными по шву. Эпиплевры надкрылий жёлтые либо с небольшим чёрным пятном, отделённым от чёрного рисунка на надкрыльях. Заднегрудь покрыта длинными жёлтыми полосами. Брюшные сегменты покрыты короткими жёлтыми волосками. Вертлуги задних ног имеют небольшой загнутый зубец. Задние голени прямые. Булава усиков двухцветная.

## Ареал
Россия (Приамурье, Приморье), Северный и Восточный Китай, Корейский полуостров.

## Биология
Жуки являются некрофагами: питаются падалью как на стадии имаго, так и на личиночной стадии. Жуки закапывают трупы мелких животных в почву и проявляют развитую заботу о потомстве — личинках, подготавливая для них питательный субстрат. Из отложенных яиц выходят личинки с 6 малоразвитыми ногами и группами из 6 глазков с каждой стороны. Интересной особенностью является забота о потомстве: хотя личинки способны питаться самостоятельно, родители растворяют пищеварительными ферментами ткани трупа, готовя для них питательный «бульон».